# Aimé Charles Vincent von Palézieux-Falconnet

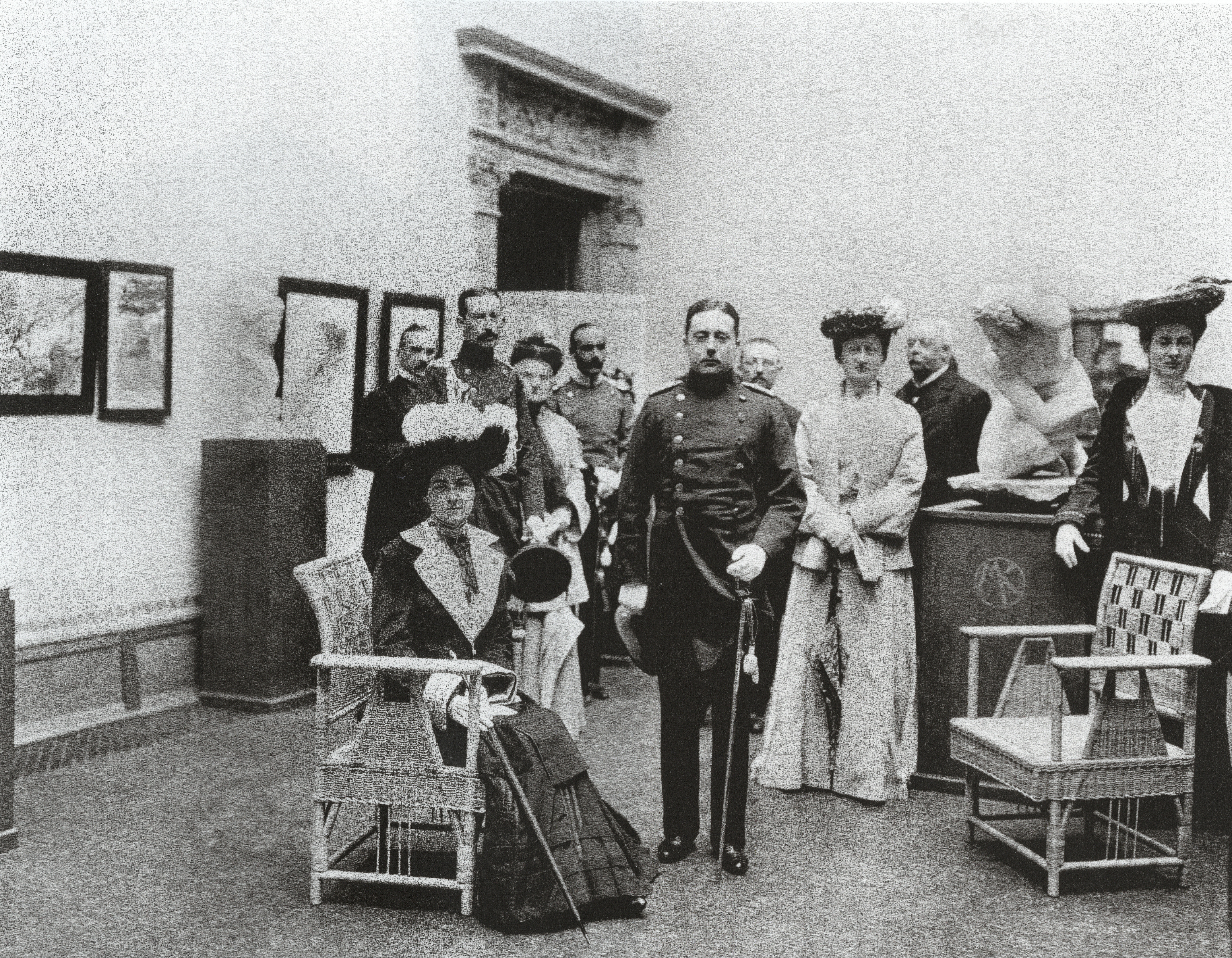
Eröffnung der Max-Klinger-Ausstellung im Oberlichtsaal des Museums für Kunst und Kunstgewerbe, 1903

Aimé Charles Vincent von Palézieux-Falconnet (* 10. September 1843 in Vevey im Kanton Waadt in der Schweiz; † 10. Februar 1907 in Weimar) war Militär und Kulturpolitiker in Weimar.

## Leben
Über sein Leben und Wirken gibt es eine Schilderung von Adelheid von Schorn, aus der wohl nahezu sämtliche biographischen Einzelheiten stammen. Er war Sohn eines Gutsbesitzers. Nachdem er als Unterleutnant in der Kavallerie der Schweizer Armee gedient hatte, begann er zunächst eine Banklehre in Frankfurt am Main im Bankhaus Schmidt-Polex. Im Anschluss diente er als Artillerieleutnant in der preußischen Armee. Nach einem Praktikum als Botschaftsattaché Deutschlands in London 1869 und in Berlin Mitglied mit Deutschen Kolonialrat, Aktionär der Kolonie Deutsch-Ostafrika wirkte er noch ab demselben Jahr als Adjutant des Großherzogs Carl Alexander in Weimar. Im Bundesarchiv Koblenz liegt sein Nachlass mit langjährigem Schriftverkehr mit deutschen Kolonialpolitikern. Er stand auch mit dem Zoologen Ernst Haeckel im langjährigen Briefverkehr. Am Krieg von 1870/71 gegen Frankreich nahm er als Hauptmann teil. Ab 1897 war von Palézieux-Falconnet Generaladjutant von Großherzog Carl Alexander (Sachsen-Weimar-Eisenach). Im Herbst 1896 heiratete er Freiin Elisabeth von Werthern-Beichlingen, welche die Tochter des verstorbenen preußischen Gesandten in München, Georg Graf von Werthern und seiner Gattin, geb. von Bülow,  war, die wiederum Enkelin des langjährigen Oberkammerherrn am Weimarer Hof war. Im Jahr 1900 erfolgte seine Ernennung zum Generalleutnant. Nach Carl Alexanders Tod 1901 wurde er zum Oberhofmarschall im Dienst von Großherzog Wilhelm Ernst (Sachsen-Weimar-Eisenach) am Weimarer Hof berufen. Im Jahre 1903 folgte die Ernennung zum Königlichen Großmarschall.

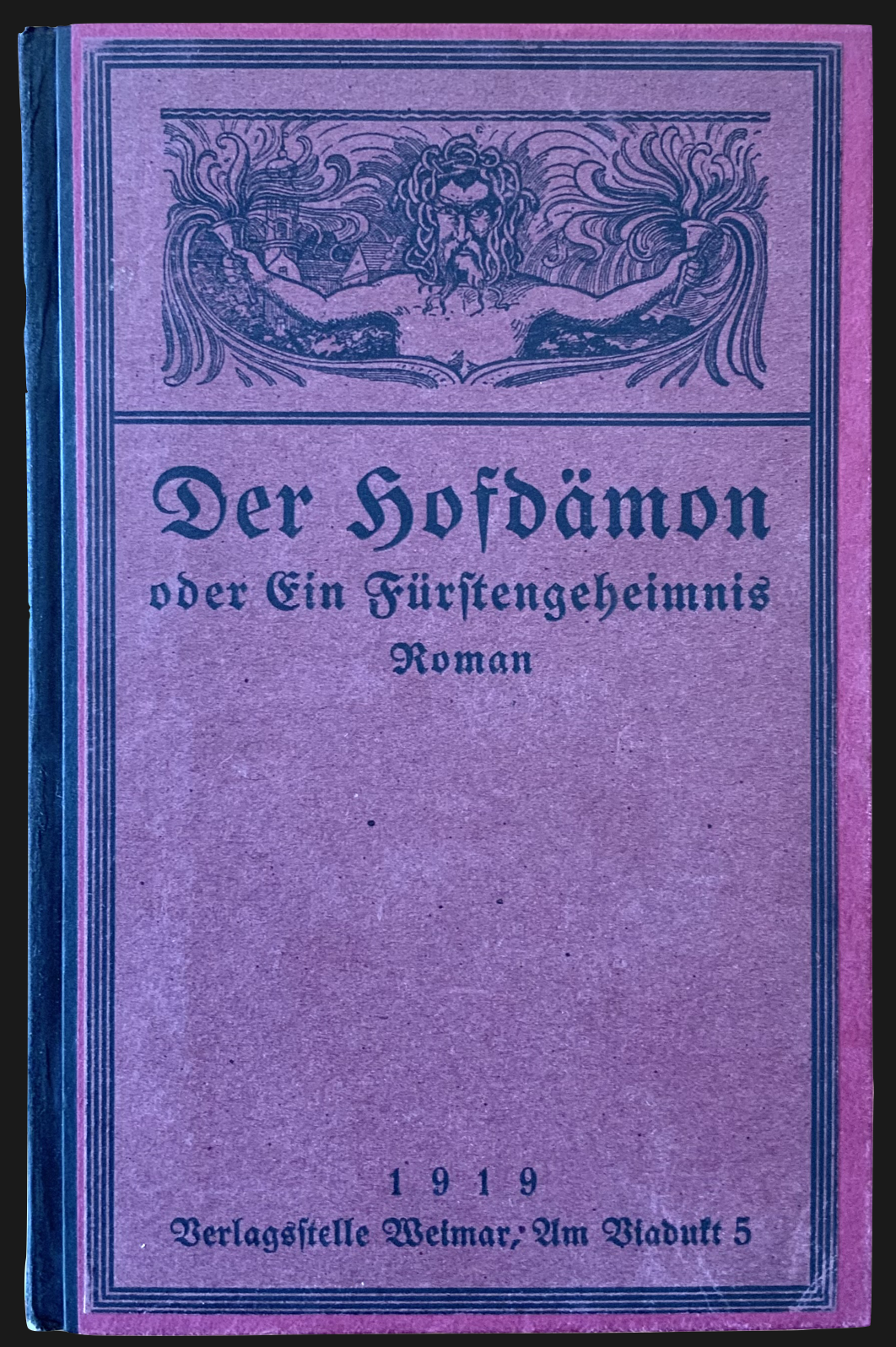
Titelblatt des Romans Der Hofdämon oder Ein Fürstengeheimnis. Verlagsstelle Weimar. 1919.

Die Weimarer Gesellschaft nannte ihn einen »Hofdämon« und den »unbeliebtesten Mann, in der Beamtenstadt, am Hof und im Volk«. Palézieux war Direktor der Weimarer Kunstsammlung und stellte sich vehement gegen die künstlerische Moderne, insbesondere gegen deren Protagonisten Harry Graf Kessler und Henry van de Velde. Auf seine Anregung wurde 1880 die Permanente Kunstausstellung gegründet. Das ist heute die zum Stadtmuseum Weimar gehörende Kunsthalle „Harry Graf Kessler“ am Goetheplatz 9b, die im venezianischen Stil errichtet wurde. Palézieux stellte sich letztlich nicht nur gegen die Kunstauffassungen Graf Kesslers und Henri van de Veldes und damit der modernen Richtungen, sondern intrigierte beim Großherzog Wilhelm Ernst (Sachsen-Weimar-Eisenach) gegen diese und sorgte für die Entfernung Kesslers vom Hofe. Dabei sah anfänglich alles ganz anders aus. Durch seinen Einfluss wurde 1902 der Maler Hans Olde an die Weimarer Malerschule berufen, der mit einer personellen und organisatorischen Neuausrichtung der Kunstschule beauftragt wurde. Ein weiterer Schritt war die Gründung des Allgemeinen Deutschen Künstler-Bundes 1903 in Weimar. Kessler skizzierte von Palézieux-Falconnet seine Vorstellungen, der an seinen Ansichten hinsichtlich einer „Permannenten Kunstausstellung“, die in ein „ganz modernes Museum“ verwandelt werden sollte, Kessler im Kuratorium desselben sehen wollte, dass er die Oberleitung über die Weimarer Kunstbestrebungen haben wolle. Die weitere Entwicklung indes wurde für Kessler zur Enttäuschung. Kessler nahm am 3. Juli 1906 seinen Abschied. Der Rodinskandal war hierbei der Anlass. Kessler wurde zudem noch aus verschiedenen Gremien gedrängt. Doch Kessler rächte sich an seinem Widersacher bitter. Seine Tagebücher offenbaren, welche Kämpfe er und sein Freund van de Velde mit diesem hatten. Vieles von dem ist auch in der Lebensgeschichte van de Veldes vermerkt. Letztlich hatte Kessler den Generalleutnant von Palézieux-Falconnet 1907 zum Duell gefordert, was dieser nicht angenommen hatte. Palézieux indes unterschätzte Kesslers Kontakte zur Presse. Maximilian Harden führte auf Kesslers Veranlassung hin förmlich ein regelrechtes Kesseltreiben gegen von Palézieux-Falconnet auf. Harden wiederum hatte später auch des Kaisers Vertrauten, den Grafen Eulenburg zur Strecke gebracht. Harden machte öffentlich, dass von Palézieux-Falconnet Gelder veruntreut und als Offizier sich vor dem Duell gedrückt habe. Dieser wiederum war damit öffentlich desavouiert. Aimé Charles Vincent von Palézieux-Falconnet starb wahrscheinlich nicht eines natürlichen Todes, sondern durch Selbstmord. Kesslers Tagebücher drückten auch dessen Verachtung von Palézieux-Falconnet aus. Der Schriftsteller Fritz Grubert seinerseits hatte das Intriquenspiel in seinem 1919 in Weimar erschienenen Roman Der Hofdämon oder Ein Fürstengeheimnis thematisiert. In dem Roman nahm Palézieux die Rolle des Hofdämons als Graf Falkner ein. Graf Kessler als Graf Kiesler ist darin auch nur wenig getarnt.
Palézieux-Falconnet war wohnhaft in der Weimarer Wörthstraße, der heutigen Thomas-Müntzer-Straße 31. Seine Grabstätte liegt auf dem Weimarer Hauptfriedhof.
Laut Adelheid von Schorn war es ihm zu verdanken, dass die Permanente Kunstausstellung 1880 errichtet und eröffnet wurde, das Donndorf-Museum zustande kam und der Donndorf-Brunnen errichtet wurde. Auch lag bei ihm die Oberaufsicht über die Weimarer Parks. Ihre Charakteristik von Palézieux-Falconnet weicht in ihrem positiven Duktus grundlegend von der Kessler und van de Veldes ab. Die Affäre mit Kessler erwähnt sie nicht.